# Supercoupe de Russie de football 2018
La Supercoupe de Russie de 2018 est la seizième édition de la Supercoupe de Russie. Ce match de football a lieu le 27 juillet 2018 au stade de Nijni Novgorod à Nijni Novgorod, en Russie.
L'idée d'organiser la rencontre au Qatar ou au Kazakhstan a notamment été évoquée avant que le choix ne se porte finalement sur Nijni Novgorod, dont le stade a alors récemment été inauguré dans le cadre de la Coupe du monde 2018.
Elle oppose les deux équipes moscovites du Lokomotiv, championne de Russie en 2017-2018, et du CSKA, vice-championne de cette même compétition. Cette dernière remplace le FK Tosno, vainqueur de la Coupe de Russie, qui ne peut prendre part à la compétition du fait de sa dissolution en juin 2018,. C'est la deuxième fois que les deux équipes se rencontrent dans la compétition, la première confrontation, alors remportée par le Lokomotiv, ayant eu lieu en 2003 lors de la première édition de la Supercoupe.
Au cours d'un match serré, aucune des deux équipes, ne parvient à prendre l'avantage à l'issue du temps réglementaire, les poussant à la prolongation. Après une première mi-temps vierge, le CSKA parvient finalement à prendre l'avantage dès le début de la deuxième période grâce à un but de Khetag Khosonov. Réduit à dix après l'exclusion de Solomon Kvirkvelia sept minutes plus tard, le Lokomotiv ne parvient pas à revenir au score et le club de l'armée l'emporte sur le score d'un but à zéro. Il s'agît du septième sacre du CSKA dans la compétition, son premier depuis 2014.

## Feuille de match
| ·             |                     |      |
| Titulaires :  |                     |      |
|               |                     |      |
| 1             | Guilherme Marinato  |      |
| 33            | Solomon Kvirkvelia  |      |
| 31            | Maciej Rybus        |      |
| 14            | Vedran Ćorluka      | 91e  |
| 27            | Igor Denissov       | 106e |
| 20            | Vladislav Ignatiev  |      |
| 6             | Dmitri Barinov      |      |
| 59            | Alekseï Mirantchouk |      |
| 11            | Anton Mirantchouk   |      |
| 4             | Manuel Fernandes    | 69e  |
| 24            | Éder                | 91e  |
|               |                     |      |
| Remplaçants : |                     |      |
| 96            | Rifat Jemaletdinov  | 69e  |
| 3             | Brian Idowu         | 91e  |
| 8             | Jefferson Farfán    | 91e  |
| 23            | Dmitri Tarasov      | 106e |
|               |                     |      |
| Entraîneur :  |                     |      |
| Iouri Siomine |                     |      |

| ·                  |                     |      |
| Titulaires :       |                     |      |
|                    |                     |      |
| 35                 | Igor Akinfeïev      |      |
| 3                  | Nikita Chernov      |      |
| 2                  | Mário Fernandes     |      |
| 23                 | Hörður Magnússon    |      |
| 50                 | Rodrigo Becão       |      |
| 14                 | Kirill Nababkine    | 67e  |
| 10                 | Alan Dzagoev        | 13e  |
| 15                 | Dmitri Iefremov     | 82e  |
| 25                 | Kristijan Bistrović |      |
| 9                  | Fyodor Chalov       |      |
| 11                 | Vitinho             | 117e |
|                    |                     |      |
| Remplaçants :      |                     |      |
| 42                 | Georgi Schennikov   | 13e  |
| 80                 | Khetag Khosonov     | 67e  |
| 29                 | Jaka Bijol          | 82e  |
| 75                 | Timur Jamaletdinov  | 117e |
|                    |                     |      |
| Entraîneur :       |                     |      |
| Viktor Goncharenko |                     |      |

| ·             |                     |      |
| Titulaires :  |                     |      |
|               |                     |      |
| 1             | Guilherme Marinato  |      |
| 33            | Solomon Kvirkvelia  |      |
| 31            | Maciej Rybus        |      |
| 14            | Vedran Ćorluka      | 91e  |
| 27            | Igor Denissov       | 106e |
| 20            | Vladislav Ignatiev  |      |
| 6             | Dmitri Barinov      |      |
| 59            | Alekseï Mirantchouk |      |
| 11            | Anton Mirantchouk   |      |
| 4             | Manuel Fernandes    | 69e  |
| 24            | Éder                | 91e  |
|               |                     |      |
| Remplaçants : |                     |      |
| 96            | Rifat Jemaletdinov  | 69e  |
| 3             | Brian Idowu         | 91e  |
| 8             | Jefferson Farfán    | 91e  |
| 23            | Dmitri Tarasov      | 106e |
|               |                     |      |
| Entraîneur :  |                     |      |
| Iouri Siomine |                     |      |

| ·                  |                     |      |
| Titulaires :       |                     |      |
|                    |                     |      |
| 35                 | Igor Akinfeïev      |      |
| 3                  | Nikita Chernov      |      |
| 2                  | Mário Fernandes     |      |
| 23                 | Hörður Magnússon    |      |
| 50                 | Rodrigo Becão       |      |
| 14                 | Kirill Nababkine    | 67e  |
| 10                 | Alan Dzagoev        | 13e  |
| 15                 | Dmitri Iefremov     | 82e  |
| 25                 | Kristijan Bistrović |      |
| 9                  | Fyodor Chalov       |      |
| 11                 | Vitinho             | 117e |
|                    |                     |      |
| Remplaçants :      |                     |      |
| 42                 | Georgi Schennikov   | 13e  |
| 80                 | Khetag Khosonov     | 67e  |
| 29                 | Jaka Bijol          | 82e  |
| 75                 | Timur Jamaletdinov  | 117e |
|                    |                     |      |
| Entraîneur :       |                     |      |
| Viktor Goncharenko |                     |      |

### Statistiques
| Statistique    | Lokomotiv | CSKA |
| -------------- | --------- | ---- |
| Buts marqués   | 0         | 1    |
| Tirs           | 7         | 13   |
| Tirs cadrés    | 3         | 4    |
| Possession     | 55%       | 45%  |
| Corners        | 1         | 5    |
| Fautes         | 11        | 11   |
| Hors-jeux      | 3         | 1    |
| Cartons jaunes | 0         | 2    |
| Cartons rouges | 1         | 0    |